# التنافس بين السعودية والعراق في كرة القدم
هناك منافسة رياضية بين منتخبا السعودية والعراق لكرة القدم، الذين تقابلا وجهاً لوجه منذ عام 1975.

## السبب وراء التنافس
الأسباب الرئيسية لهذا التنافس هي الاختلافات السياسية والمظالم التاريخية. خلال حرب الخليج الثانية في التسعينيات، عندما دخل العراق إلى الكويت، حليفة المملكة العربية السعودية، وخاضت كل منهما حربًا قصيرة ولكنها دموية استمرت في إحداث تأثير كبير على علاقاتهما. بسبب حرب الخليج عام 1991، لم تكن المملكة العربية السعودية والعراق تربطهما علاقات دبلوماسية رسمية، مما أدى إلى إقامة مباريات تصفيات كأس العالم لكرة القدم 2002 بين البلدين على أرض محايدة في البحرين والأردن.
وفي السنوات الماضية، أدت الاتهامات من العراق للمملكة العربية السعودية بتحريض الجماعات الإرهابية، مثل داعش والقاعدة، إلى تعميق العداء بين البلدين.

## المباريات
مصدر:
| #  | التاريخ              | المسابقة                      | المضيف   | النتيجة      | الضيف    | الاهداف (المضيف)                                                         | الاهداف (الضيف)                                                                                                | المكان                                      |
| -- | -------------------- | ----------------------------- | -------- | ------------ | -------- | ------------------------------------------------------------------------ | --- | ------------------------------------------- |
| 1  | 22 آب 1975           | تصفيات أولمبياد 1976          | العراق   | 0–2          | السعودية |                                                                          | | طهران                                       |
| 2  | 25 تشرين الثاني 1975 | تصفيات كأس آسيا 1976          | العراق   | 1–1          | السعودية | هادي أحمد 86'                                                            | محمد المغنم 4'                                                                                                 | ملعب الشعب الدولي، بغداد                    |
| 3  | 2 كانون الأول 1975   | تصفيات كأس آسيا 1976          | العراق   | 2–1          | السعودية | أحمد صبحي 13'، فلاح حسن 42'                                              | محسن بخيت 54'                                                                                                  | ملعب الشعب الدولي، بغداد                    |
| 4  | 29 آذار 1976         | كأس الخليج العربي 4           | السعودية | 1–7          | العراق   | خالد سعود 82'                                                            | كاظم وعل 3' · صباح عبد الجليل 5' · فلاح حسن 24' · علي كاظم 45+1' · علي كاظم 60' · علي كاظم 66' · أحمد صبحي 92' | الدوحة                                      |
| 5  | 31 آب 1976           | مباراة ودية                   | السعودية | 0–0          | العراق   |                                                                          | |                                             |
| 6  | 14 كانون الأول 1978  | الألعاب الآسيوية 1978         | العراق   | 1–1          | السعودية |                                                                          | | بانكوك                                      |
| 7  | 8 نيسان 1979         | كأس الخليج العربي 5           | العراق   | 2–0          | السعودية | فلاح حسن 24' · حسن فرحان 36'                                             | | ملعب الشعب الدولي، بغداد                    |
| 8  | 21 آذار 1981         | تصفيات كأس العالم 1982        | السعودية | 1–0          | العراق   | امين محمد                                                                | | الرياض                                      |
| 9  | 24 آذار 1982         | كأس الخليج العربي 6           | العراق   | 1–1          | السعودية |                                                                          | | الإمارات العربية المتحدة                    |
| 10 | 1 كانون الأول 1982   | الألعاب الآسيوية 1982         | السعودية | 0–1          | العراق   |                                                                          | حارس محمد 17'                                                                                                  | ملعب جواهر لعل نهرو (دلهي)، نيودلهي         |
| 11 | 17 آذار 1984         | كأس الخليج العربي 7           | العراق   | 4–0          | السعودية | ناظم شاكر 25' · حسين سعيد 57'، 70'، 84'                                  | | ملعب الشرطة السلطانية العمانية، مسقط (عمان) |
| 12 | 10 تموز 1985         | كأس العرب 1985                | العراق   | 3–2          | السعودية | عناد عبد 12'، 18'<br /حميد راشد 28'                                      | صالح النعيمة 12' (ركلة.) · محمد عبد الجواد 88'                                                                 | ملعب الملك فهد، الطائف                      |
| 13 | 30 آذار 1986         | دورة الألعاب العربية 1985     | العراق   | 2–1          | السعودية | أحمد راضي                                                                | ماجد عبد الله 21'                                                                                              | المركب الرياضي محمد الخامس، الدار البيضاء   |
| 14 | 30 آذار 1986         | كأس الخليج العربي 8           | العراق   | 1–2          | السعودية | كريم صدام 75'                                                            | | المنامة                                     |
| 15 | 1 تشرين الأول 1986   | الألعاب الآسيوية 1986         | السعودية | 1–1 (a.e.t.) | العراق   | محمد الشهري 39'                                                          | حارس محمد 51'                                                                                                  | الملعب الأولمبي (سيئول)، سول                |
| 16 | 4 كانون الأول 1987   | تصفيات الألعاب الأولمبية 1988 | السعودية | 0–0          | العراق   |                                                                          | | الرياض                                      |
| 17 | 1 كانون الثاني 1988  | تصفيات الألعاب الأولمبية 1988 | العراق   | 1–1          | السعودية | سمير شاكر 51' (ركلة.)                                                    | | مسقط                                        |
| 18 | 16 آذار 1988         | كأس الخليج العربي 9           | العراق   | 2–0          | السعودية | أحمد راضي 59' · باسل كوركيس 72'                                          | | ملعب الملك فهد الدولي، الرياض               |
| 19 | 15 تموز 1988         | كأس العرب 1988                | العراق   | 2–0          | السعودية | أحمد راضي 13'، 35'                                                       | | عمان                                        |
| 20 | 24 تشرين الأول 1993  | تصفيات كأس العالم 1994        | العراق   | 1–1          | السعودية | أحمد راضي 1'                                                             | سعيد العويران 36'                                                                                              | استاد خليفة الدولي، الدوحة                  |
| 21 | 8 كانون الأول 1996   | كأس آسيا 1996                 | السعودية | 1–0          | العراق   | فهد المهلل 26'                                                           | | ملعب آل مكتوم، دبي                          |
| 22 | 31 آب 2001           | تصفيات كأس العالم 2002        | السعودية | 1–0          | العراق   | عبيد الدوسري 45'                                                         | | ستاد البحرين الوطني، المنامة                |
| 23 | 5 تشرين الأول 2001   | تصفيات كأس العالم 2002        | العراق   | 1–2          | السعودية | عبد الوهاب أبو الهيل 31'                                                 | Abdullah bin Shehan 1'، 77'                                                                                    | ستاد عمان الدولي، عمان                      |
| 24 | 26 تموز 2004         | كأس آسيا 2004                 | السعودية | 1–2          | العراق   | حمد المنتشري 57'                                                         | نشأت أكرم 51' · يونس محمود 86'                                                                                 | Sichuan Longquanyi Stadium، تشنغدو          |
| 25 | 5 كانون الأول 2005   | ألعاب غرب آسيا 2005           | العراق   | 5–1          | السعودية | حيدر عبد الأمير 8' · عماد محمد 19' · نشأت أكرم 30' · يونس محمود 51'، 78' | نايف القاضي 53'                                                                                                | ملعب أحمد بن علي، الريان (قطر)              |
| 26 | 8 كانون الأول 2005   | ألعاب غرب آسيا 2005           | العراق   | 2–0          | السعودية | لؤي صلاح 33' · رزاق فرحان 85'                                            | | قطر                                         |
| 27 | 15 آذار 2006         | مباراة ودية                   | السعودية | 2–2          | العراق   | نواف التمياط 18' · سامي الجابر 59'                                       | Mohammed Nassir 28' · حيدر عبد الأمير 90+4'                                                                    | استاد الأمير عبد الله الفيصل، جدة           |
| 28 | 24 كانون الثاني 2007 | كأس الخليج العربي 18          | السعودية | 1–0          | العراق   | ياسر القحطاني 12' (ركلة.)                                                | | استاد آل نهيان، أبوظبي                      |
| 29 | 29 تموز 2007         | كأس آسيا 2007                 | العراق   | 1–0          | السعودية | يونس محمود 72'                                                           | | ملعب غيلورا بونغ كارنو، جاكرتا              |
| 30 | 22 آذار 2009         | مباراة ودية                   | السعودية | 0–0          | العراق   |                                                                          | | ملعب الملك فهد الدولي، الرياض               |
| 31 | 28 كانون الأول 2010  | مباراة ودية                   | السعودية | 0–1          | العراق   |                                                                          | يونس محمود 24'                                                                                                 | ملعب الأمير محمد بن فهد، الدمام             |
| 32 | 5 تموز 2012          | كأس العرب 2012                | السعودية | 0–1          | العراق   |                                                                          | علاء عبد الزهرة 16'                                                                                            | استاد الأمير عبد الله الفيصل، جدة           |
| 33 | 6 كانون الثاني 2013  | كأس الخليج العربي 21          | السعودية | 0–2          | العراق   |                                                                          | سلام شاكر 18' · أسامة هوساوي 72' (ه.ذ.)                                                                        | ملعب مدينة خليفة الرياضية، مدينة عيسى       |
| 34 | 15 تشرين الأول 2013  | تصفيات كأس آسيا 2015          | العراق   | 0–2          | السعودية |                                                                          | أسامة هوساوي 34' · ناصر الشمراني 78'                                                                           | ستاد عمان الدولي، عمان                      |
| 35 | 15 تشرين الثاني 2013 | تصفيات كأس آسيا 2015          | السعودية | 2–1          | العراق   | تيسير الجاسم 18' · ناصر الشمراني 60'                                     | يونس محمود 45+1'                                                                                               | ملعب الأمير محمد بن فهد، الدمام             |
| 36 | 6 أيلول 2016         | تصفيات كأس العالم 2018        | العراق   | 1–2          | السعودية | مهند عبد الرحيم 18'                                                      | نواف العابد 81' (ركلة.)، 88' (ركلة.)                                                                           | ملعب شاه عالم، شاه عالم                     |
| 37 | 28 آذار 2017         | تصفيات كأس العالم 2018        | السعودية | 1–0          | العراق   | يحيى الشهري 53'                                                          | | مدينة الملك عبد الله الرياضية، جدة          |
| 38 | 28 شباط 2018         | مباراة ودية                   | العراق   | 4–1          | السعودية | سعيد الربيعي 21' (ه.ذ.) · عماد محسن 47' · مهند علي 51'، 73'              | حسن معاذ فلاته 57'                                                                                             | ملعب جذع النخلة، البصرة                     |
| 39 | 15 تشرين الأول 2018  | مباراة ودية                   | السعودية | 1–1          | العراق   | عبد العزيز البيشي 94'                                                    | مهند علي 71'                                                                                                   | الرياض، السعودية                            |
| 40 | 9 كانون الثاني 2023  | كأس الخليج العربي 25          | العراق   | 2–0          | السعودية | إبراهيم بايش 30' · آسو رستم 88'                                          | | البصرة، العراق                              |
| 41 | 28 كانون الأول 2024  | كأس الخليج العربي 26          | العراق   | 1–3          | السعودية | مهند علي 64'                                                             | سالم الدوسري 57' (ركلة.) · عبد الله الحمدان 81'، 86'                                                           | الكويت                                      |

## الإحصائيات
| فريق     | لعب | ف  | ت  | خ  | له | عليه | ف.أ | أفضل فوز |
| -------- | --- | -- | -- | -- | -- | ---- | --- | -------- |
| السعودية | 41  | 12 | 11 | 18 | 35 | 59   | -24 | 3-1      |
| العراق   | 41  | 18 | 11 | 12 | 59 | 35   | +24 | 7–1      |

| المباريات التي عقدت في السعودية   | 12 |
| المباريات التي عقدت في مكان محايد | 24 |
| المباريات التي عقدت في العراق     | 5  |
| مجموع المباريات                   | 41 |

## الهدافين
| ترتيب | اللاعب     | الأهداف |
| ----- | ---------- | ------- |
| 1     | أحمد راضي  | 6       |
| 1     | يونس محمود | 6       |
| 2     | حسين سعيد  | 5       |
| 3     | مهند علي   | 4       |
| 4     | علي كاظم   | 3       |